# Günter Busch (Fußballspieler, 1928)
Günter Busch (* 23. Januar 1928) ist ein ehemaliger deutscher Fußballspieler. Für den SC Chemie Halle bestritt er zwischen 1957 und 1963 102 Spiele in der DDR-Oberliga, der höchsten Spielklasse des DDR-Fußballs. Dabei erzielte er 31 Tore.

## Sportliche Laufbahn
1952 wurde die Betriebssportgemeinschaft (BSG) Motor Ammendorf Staffelsieger der Bezirksklasse Sachsen-Anhalt und qualifizierte sich damit für die neu geschaffene drittklassige Bezirksliga Halle. Zur Mannschaft gehörte der 24-jährige Stürmer Günter Busch. Er blieb bis zur Hinrunde der Saison 1957 (Kalenderjahr-Spielrhythmus) in Ammendorf und wechselte danach zum zwei Klassen höher spielenden SC Chemie Halle-Leuna.
Halles Trainer Horst Sokoll setzte Günter Busch mit Beginn der Rückrunde der Saison 1957 als Linksaußenstürmer ein und hielt an ihm bis zum Saisonende fest. So kam Busch in seiner ersten Oberligaspielzeit auf 13 Einsätze, und er wurde mit seinen sechs Toren zweitbester Schütze des SC Chemie. 1958 war Busch der einzige Spieler der Hallenser, der alle 26 Punktspiele bestritt. Mit neun Treffern wurde er Torschützenkönig der Mannschaft. Im Laufe der Saison war der SC Chemie eine Fusion mit dem SC Wissenschaft Halle eingegangen und hatte daraufhin den Zusatz „Leuna“ abgelegt. Am Ende der Spielzeit musste der Sportclub aus der Oberliga absteigen. In der zweitklassigen DDR-Liga wurde Busch erneut in allen 26 Meisterschaftsspielen eingesetzt, spielte weiterhin als Stürmer auf Linksaußen und war mit 14 Treffern diesmal die Nummer zwei unter Chemie-Schützen. Halle kehrte umgehend in die Oberliga zurück, und Busch war erneut als Linksaußen gesetzt. Er schaffte es aber zum ersten Mal nicht, in allen Punktspielen mitzuwirken und kam nur auf 19 Einsätze. Auch seine Torquote war mit zwei Treffern enttäuschend. 1961 wurde der DDR-Fußball wieder auf den Sommer-Frühjahr-Spielrhythmus umgestellt, dazu waren in der Oberliga 39 Spiele zwischen März 1961 und Juni 1962 erforderlich. Busch fand wieder zu alter Stärke zurück, absolvierte 34 der 39 Punktspiele und wurde mit 13 Treffern zum wiederholten Male bester Torschütze der Hallenser. Der SC Chemie krönte die Saison mit dem Gewinn des DDR-Fußballpokals durch einen 3:1-Endspielsieg über den SC Dynamo Berlin. Überraschend konnte sich Linksaußen Busch nicht in die Torschützenliste des Pokalsiegers eintragen.
Zu Beginn der Saison 1962/63 war Busch 34 Jahre alt und hatte seinen Leistungszenit überschritten. Nachdem er noch in den beiden ersten Oberligaspielen der Saison eingesetzt worden war und im Rückspiel gegen OFK Belgrad im Europapokal der Pokalsieger beim 3:3 zwei Tore erzielt hatte, kam er jeweils nach Pausen nur noch in drei weiteren Punktspielen der Hinrunde zum Einsatz. Das gleiche Bild bot sich 1963/64, als er auch nur in der ersten Saisonhälfte fünf Oberligaspiele bestritt. Er blieb erstmals in seiner Oberligalaufbahn ohne Torerfolg. Nach dem Ende der Saison beendete Günter Busch seine Karriere als Hochleistungsfußballer.